# Emiliano Brembilla
Emiliano Brembilla (Ponte San Pietro, 21 dicembre 1978) è un ex nuotatore italiano.
Stileliberista specializzato nelle medie e lunghe distanze, è stato competitivo ad altissimo livello dai 200 ai 1500 metri rimanendo per molti anni tra i migliori nuotatori italiani ed europei della disciplina, avendo vinto quindici titoli continentali e cinque tra medaglie mondiali e olimpiche tra il 1996 e il 2008.

## Carriera

### Gli inizi
- 1994: Esordisce quindicenne in coppa del mondo a marzo a Desenzano, e viene convocato per i campionati europei giovanili di nuoto di Pardubice in agosto, dove nei 400 m va sul podio venendo battuto per un centesimo di secondo da Pieter van den Hoogenband[1];nella stessa gara nuota anche Massimiliano Rosolino[2], amico e rivale con cui condividerà praticamente tutta la carriera. Si rifà nei 1500 m e nella staffetta 4 x 200 m dove vince le prime medaglie d'oro della sua lunga carriera.
- 1995: Ai campionati italiani primaverili di Firenze vince il suo primo titolo assoluto nei 1500 m e a luglio disputa gli europei giovanili di Ginevra dove arrivano altre due medaglie: bronzo nei 1500 m e argento nella staffetta 4 x 200 m.
- 1996: Vincitore di quattro titoli italiani assoluti, viene convocato a luglio per i Giochi della XXVI Olimpiade ad Atlanta e, non ancora maggiorenne, entra nelle finali dei 400 e dei 1500 m battendo il primato italiano di Giorgio Lamberti e di Stefano Battistelli rispettivamente, e sfiorando il podio in entrambi i casi. A dicembre vince il suo primo campionato europeo nei 400 m in vasca corta a Rostock.

### La maturità
- 1997: È un anno di grandi successi per Emiliano che si conferma al vertice del nuoto italiano vincendo sette titoli tra individuali e staffette e si afferma come uno dei migliori nuotatori al mondo. Per lui il principale evento della stagione sono gli europei di Siviglia ad agosto, ma già a febbraio nuota nelle gare di coppa del mondo, dove al termine della stagione sarà terzo nella classifica del mezzofondo. I Giochi del Mediterraneo quell'anno si svolgono in Italia, a Bari e lì nuota le gare che farà agli europei cioè 400, 1500 e 4 x 200 metri vincendo tre ori, tra l'altro battendo nei 400 m Rosolino e nei 1500 m Marco Formentini. In Spagna ad agosto arrivano le vittorie sia nei 400 m battendo ancora Rosolino in finale che nei 1500 m arrivando, primo italiano, a nuotare la distanza in meno di quindici minuti. Per i suoi successi è nominato "nuotatore europeo dell'anno" dalla rivista Swimming World Magazine[3].
- 1998: A gennaio si disputano i mondiali di Perth, ma le sue speranze di vittoria sono rovinate da un periodo di salute non buono che arriva proprio in quel periodo[4]; nei 400 m è quarto preceduto da Ian Thorpe, Grant Hackett e Paul Palmer, ma si riscatta arrivando secondo nei 1500 m, preceduto dal solo Hackett. Ad aprile viene coinvolto in un incidente stradale[5], i cui strascichi, sia fisici che psicologici, verranno superati solo dopo molti mesi[6]. Dimostra comunque di essersi ripreso per dicembre, quando a Sheffield, durante gli europei in vasca corta, vince la medaglia di bronzo nei 1500 m e soprattutto quella d'oro nei 400 m stabilendo il primato europeo e superando ancora una volta Rosolino.
- 1999: Non è un anno ricco di successi; ad aprile la partecipazione ai campionati mondiali di nuoto in vasca corta di Hong Kong gli porta un quarto posto nei 400 m, questa volta preceduto da Rosolino di soli 18 centesimi[7]. dopo un periodo di scarsi risultati si presenta agli europei di Istanbul, dove arriva un insperato argento nei 400 m battuto solo da Paul Palmer[8][9]. A Lisbona, agli europei in vasca corta di dicembre, viene eliminato in batteria sia bei 200 che nei 400 m.
- 2000: Nelle gare nazionali è un'annata positiva, ha vinto nove titoli italiani, cinque ai campionati primaverili e quattro agli estivi. Si presenta a luglio agli europei di Helsinki dove torna a vincere: inizia con l'oro nei 400 m battendo Dragoș Coman[10], prosegue con l'argento nei 1500 m e si conclude con un altro oro, il primo per lui nella staffetta 4 x 200 m ottenuto con Massimiliano Rosolino, Matteo Pelliciari e Simone Cercato. Dopo questi successi arriva però la delusione ai giochi olimpici: nei 400 m giunge all'arrivo ancora quarto, venendo preceduto per un centesimo di secondo da Klete Keller; arriva lo stesso piazzamento anche per la 4 x 200 m e nelle batterie dei 1500 m si piazza solo diciannovesimo[11].
- 2001: Le gare più importanti dell'anno sono quelle valide per il campionato del Mondo di Fukuoka, e lì per Emiliano arrivano risultati migliori di quelli ottenuti in Australia: quarto nei 200 m, arriva alla medaglia di bronzo nei 400 m preceduto dai due campioni australiani Ian Thorpe e Grant Hackett[12], e termina con una grande soddisfazione nella staffetta 4 x 200 m che arriva seconda venendo battuta solo da una squadra australiana superiore a chiunque in quel momento[13][14]. Assieme a Pelliciari, Andrea Beccari e Rosolino con l'argento viene battuto anche il primato europeo. Dopo i mondiali ci sono ancora i giochi del Mediterraneo a Tunisi dove vince due ori nei 200 e nei 400 m e due argenti, nei 1500 m e nella 4 x 200 m. Torna poi a dicembre agli europei in vasca corta di Anversa e arriva ancora primo nei 400 m.
- 2002: Un'ottima annata, sia per quanto riguarda le gare nazionali in cui conquista quattro primi posti ai campionati italiani primaverili, tre agli estivi e due agli invernali; sia per le gare con la squadra nazionale, che lo vedono a Berlino vincere tre medaglie: l'argento nei 200 m battuto da Van den Hoogenband con Rosolino terzo[15], l'oro nei 400 m[16] davanti a Rosolino e a Dragos Coman[17] e ancora l'oro per la seconda volta con la 4 x 200 m assieme a Pelliciari, Federico Cappellazzo e a Rosolino. A Riesa a dicembre arriveranno ancora due ori europei in vasca da 25 metri, per la prima volta nei 200 m e per la quarta volta nella gara dei 400 m.
- 2003: Ha le uniche soddisfazioni ai campionati italiani, vince 200 e 400 m ai primaverili e 400 m agli invernali: oltre a ciò arrivano solo delusioni dai campionati mondiali in cui l'unica finale nuotata è quella della staffetta 4 x 200 m che arriva quarta dietro all'Australia, agli Stati Uniti d'America e alla Germania. nei 400 m viene subito eliminato nelle batterie[18].
- 2004: Vince altri quattro campionati italiani, tre nei 400 e uno negli 800 m; a maggio partecipa ai campionati europei di Madrid nei 400 m ed è medaglia d'oro[19] battendo Yuri Prilukov[20], vincendo così il titolo per la quarta volta (e la sua quinta medaglia), anche questo un primato. La staffetta 4 x 200 m con Pelliciari, Rosolino e Filippo Magnini batte la Russia portandogli il tredicesimo oro europeo vinto dal 1996. Per la terza volta si presenta alle gare dei Giochi olimpici e nei 400 m arriva un'altra delusione: eliminato in batteria. nuota la finale dei 200 m, ma è ancora la staffetta che gli darà la gioia della sua unica medaglia olimpica: terzo con Rosolino, Cercato e Magnini dietro ai statunitensi e agli australiani[21].

### Gli anni più recenti
- 2005: È un anno buono in campo nazionale dove è primo altre cinque volte ai campionati italiani, ma deludente all'estero: ai giochi del Mediterraneo di fine giugno vince con la 4 x 200 m ma non sale sul podio nei 400 m; pochi giorni dopo è a Montréal per i campionati del mondo, dove sfiora solo l'ingresso nella finale dei 400 m; a ciò si aggiunge una finale (settimo) nei 200 m e l'ennesimo quarto posto, stavolta nella 4 x 200 m[22]. Infine a dicembre torna agli europei in vasca corta che si disputano a Trieste, e viene eliminato in batteria nei 200 m mentre è solo settimo nei 400.
- 2006 - 2007: sono due anni difficili per Emiliano che, a causa di problemi di salute, non rende come nelle stagioni passate[23]: Nuota agli europei di Budapest e con la staffetta vince ancora l'oro, gareggiando però solo in batteria; nel 2006 può vantare anche due titoli vinti ai campionati primaverili. L'anno dopo per la prima volta non partecipa ai campionati mondiali e non vince, dopo dodici anni consecutivi, nessun campionato italiano.
- 2008: Il ventinovenne Brembilla ottiene i suoi migliori risultati nei 200 m e nella 4 x 200 m: vince il titolo dei 200 m ai campionati estivi e partecipa dopo nove anni ai campionati mondiali in vasca corta di Manchester dove torna in una finale dei 400 m e vince la medaglia di bronzo in staffetta con Rosolino, Cassio e Magnini[24]. Agli europei di Eindhoven arriva in finale nei 200 m qualificandosi per i suoi quarti giochi olimpici[25] e vince per la quinta volta il titolo della 4 x 200 m con Rosolino, Nicola Cassio e Magnini. A Pechino è discreto semifinalista nei 200 m e nuota in una grande staffetta, pur senza andare sul podio: con Cassio, Marco Belotti e Rosolino ottiene il primato europeo in batteria, che migliorano di oltre due secondi in finale venendo però battuti da Stati Uniti, Russia ed Australia.
- 2009: Nuota i suoi quarti Giochi del Mediterraneo vincendo ancora la staffetta 4 x 200 e partecipa ai mondiali di Roma; parte in prima frazione della 4 x 200 m e, trentenne, stabilisce il primato italiano dei 200 m togliendolo a Marco Belotti[26]. Agli europei in vasca da 25 m di Istanbul stabilisce un altro primato italiano, stavolta nella finale dei 400 m arrivando quarto[27].
- 2010: È stato convocato per nuotare a Budapest ai suoi ottavi campionati europei; ha disputato le batterie della 4 x 200 m che in finale è arrivata quinta. Ha nuotato anche ai campionati italiani come ha fatto per 17 anni consecutivi, salendo ancora sul podio nei 200 e 400 m stile libero.
- 2011: Fa una breve apparizione nella miniserie tv Come un delfino con Raoul Bova.
- 2012: Nasce Margherita (29 luglio), data alla luce dalla sua compagna Beatrice.
- 2013: Dalla stagione 2013/2014 è allenatore e coordinatore della sezione nuoto della Fondazione Bentegodi.

## Progressione e primati personali
E = primato europeo
| vasca da 50 metri | vasca da 50 metri | vasca da 50 metri | vasca da 50 metri |      | vasca da 25 metri | vasca da 25 metri | vasca da 25 metri | vasca da 25 metri |
| 200 sl            | 400 sl            | 800 sl            | 1500 sl           | anno | 200 sl            | 400 sl            | 800 sl            | 1500 sl           |
| 1'54"47           | 3'55"44           | ---               | 15'30"68          | 1994 | ---               | ---               | ---               | ---               |
| 1'52"58           | 3'55"54           | ---               | 15'32"03          | 1995 | ---               | ---               | ---               | ---               |
| 1'49"51           | 3'49"35           | ---               | 15'08"58          | 1996 | ---               | ---               | ---               | ---               |
| 1'49"86           | 3'45"96           | ---               | 14"58'65          | 1997 | ---               | ---               | ---               | ---               |
| 1'51"40           | 3'48"60           | ---               | 15'00"59          | 1998 | ---               | ---               | ---               | ---               |
| 1'50"65           | 3'48"50           | ---               | 15'27"58          | 1999 | ---               | 3'40"45 E         | ---               | ---               |
| 1'50"25           | 3'47"01           | ---               | 15'06"42          | 2000 | ---               | ---               | ---               | ---               |
| 1'47"58           | 3'45"11           | ---               | 15"31"67          | 2001 | ---               | ---               | ---               | ---               |
| 1'46"94           | 3'46"60           | ---               | 15'09"37          | 2002 | ---               | ---               | ---               | ---               |
| 1'47"47           | 3'49"53           | ---               | ---               | 2003 | ---               | ---               | ---               | ---               |
| 1'47"88           | 3'48"40           | ---               | 15"49"95          | 2004 | ---               | ---               | ---               | ---               |
| 1'47"37           | 3'46"89           | 7'55"17           | 15'25"83          | 2005 | 1'46"93           | 3'43"66           | ---               | ---               |
| 1'47"90           | 3'49"33           | 7'58"38           | 15'47"66          | 2006 | 1'46"10           | 3'41"46           | 8'09"21           | 15'15"1           |
| 1'48"34           | 3'50"13           | 8'13"79           | 16'01"47          | 2007 | ---               | ---               | ---               | ---               |
| 1'47"04           | 3'50"06           | ---               | 15'32"52          | 2008 | 1'47"03           | 3'46"45           | ---               | 15'18"53          |
| 1'46"29           | 3'48"64           | 8'15"95           | 15'24"67          | 2009 | 1'44"56           | 3'41"07           | 7'58"77           | 14'46"78          |
| 1'49"78           | 3'53"10           | 8'21"34           | 16'04"45          | 2010 | 1'43"97           | 3'37"57           | 7'56"16           | 14'54"61          |

I suoi record personali in vasca da 50 metri sono:
- 100 m stile libero: 50"58
- 200 m stile libero: 1'46"29 (primato italiano)
- 400 m stile libero: 3'45"11
- 800 m stile libero: 7'55"17
- 1500 m stile libero: 14'58"65

I suoi record personali in vasca da 25 metri sono:
- 100 m stile libero: 49"43
- 200 m stile libero: 1'43"97
- 400 m stile libero: 3'37"57 (primato italiano)
- 800 m stile libero: 7'39"30
- 1500 m stile libero: 14'53"45

## Palmarès
E = primato europeo
| Giochi olimpici             | 200 m st. libero          | 400 m st. libero          | 1500 m st. libero        | 4×200 m st. libero                        |
| 1996 Atlanta Stati Uniti    | ---                       | 4º 3'49"87                | 4º 15'08"58              | 6º nuota in batteria                      |
| 2000 Sydney Australia       | ---                       | 4º 3'47"01                | 19º in batteria 15'27"95 | 4º - 7'12"91 frazione: 1'48"92            |
| 2004 Atene Grecia           | 8º 1'48"40                | 11º in batteria 3'50"35   | ---                      | Bronzo: 7'11"83 frazione: 1'48"16         |
| 2008 Pechino Cina           | 11º in semifinale 1'47"70 | ---                       | ---                      | 4º - 7'05"35 frazione: 1'47"33            |
| Campionati del mondo        | 200 m st. libero          | 400 m st. libero          | 1500 m st. libero        | 4×200 m st. libero                        |
| 1998 Perth Australia        | ---                       | 4º 3'48"60                | Argento 15'00"59         | squalificato in batteria                  |
| 2001 Fukuoka Giappone       | 4º 1'47"58                | Bronzo 3'45"11            | ---                      | Argento: 7'10"86 E frazione: 1'48"19      |
| 2003 Barcellona Spagna      | ---                       | 16º in batteria 3'53"43   | ---                      | 4º - 7'14"32 frazione: 1'48"50            |
| 2005 Montreal Canada        | 7º 1'47"63                | 9º in batteria 3'49"34    | ---                      | 4º - 7'12"81 frazione: 1'48"94            |
| 2009 Roma Italia            | 13º in batteria 1'46"99   | ---                       | ---                      | 6º - 7'03"48 frazione: 1'46"29            |
| Mondiali in vasca corta     | 200 m st. libero          | 400 m st. libero          | 1500 m st. libero        | 4×200 m st. libero                        |
| 1999 Hong Kong Cina         | elim. in batteria 1'47"85 | 4º 3'42"98                | ---                      | ---                                       |
| 2008 Manchester Regno Unito | ---                       | 6º 3'42"98                | ---                      | Bronzo: 6'58"39 frazione: 1'44"87         |
| Campionati europei          | 200 m st. libero          | 400 m st. libero          | 1500 m st. libero        | 4×200 m stile libero                      |
| 1997 Siviglia Spagna        | ---                       | Oro 3'45"96               | Oro 14'58"65             | 4º - 7'19"27 frazione: 1'47"86            |
| 1999 Istanbul Turchia       | ---                       | Argento 3'48"50           | ---                      | squalif. (2º) - 7'19"10 frazione: 1'51"25 |
| 2000 Helsinki Finlandia     | ---                       | Oro 3'48"56               | Argento 15'06"42         | Oro: 7'16"52 frazione: 1'50"07            |
| 2002 Berlino Germania       | Argento 1'46"94           | Oro 3'46"60               | ---                      | Oro: 7'12"18 frazione: 1'47"73            |
| 2004 Madrid Spagna          | ---                       | Oro 3'49"14               | ---                      | Oro: 7'11"93 frazione: 1'47"88            |
| 2006 Budapest Ungheria      | ---                       | 13º in batteria 3'50"80   | ---                      | Oro: nuota in batteria                    |
| 2008 Eindhoven Paesi Bassi  | 6º 1'48"22                | ---                       | ---                      | Oro: 7'09"94 frazione: 1'48"36            |
| 2010 Budapest Ungheria      | 20º in batteria 1'50"47   | ---                       | ---                      | 5º - 7'14"50 nuota in batteria            |
| Europei in vasca corta      | 200 m st. libero          | 400 m st. libero          | 1500 m st. libero        | ---                                       |
| 1996 Rostock Germania       | ---                       | Oro 3'45"52               | ---                      | ---                                       |
| 1998 Sheffield Regno Unito  | elim. in batteria 1'49"67 | Oro 3'40"45 E             | Bronzo 14'53"45          | ---                                       |
| 1999 Lisbona Portogallo     | elim. in batteria 1'50"15 | elim. in batteria 3'52"56 | ---                      | ---                                       |
| 2001 Anversa Belgio         | 10º in batteria 1'47"23   | Oro 3'41"27               | ---                      | ---                                       |
| 2002 Riesa Germania         | Oro 1'45"39               | Oro 3'40"60               | ---                      | ---                                       |
| 2005 Trieste Italia         | 13º in batteria 1'46"53   | 7º 3'42"06                | ---                      | ---                                       |
| 2007 Debrecen Ungheria      | 17º in batteria 1'47"03   | ---                       | ---                      | ---                                       |
| 2008 Fiume Croazia          | 10º in batteria 1'44"56   | 7º in batteria 3'41"49    | ---                      | ---                                       |
| 2009 Istanbul Turchia       | 11º in batteria 1'43"97   | 4º 3'37"57                | ---                      | ---                                       |
| Giochi del Mediterraneo     | 200 m st. libero          | 400 m st. libero          | 1500 m st. libero        | 4×200 m st. libero                        |
| 1997 Bari Italia            | ---                       | Oro 3'49"32               | Oro 15'22"27             | Oro: 7'28"52 frazione: 1'49"07            |
| 2001 Tunisi Tunisia         | Oro 1'48"61               | Oro 3'49"27               | Argento 15'31"67         | Argento: 7'23"38 frazione: 1'50"34        |
| 2005 Almeria Spagna         | ---                       | 4º 3'54"09                | ---                      | Oro: 7'18"48 frazione: 1'49"89            |
| 2009 Pescara Italia         | ---                       | ---                       | ---                      | Oro: 7'09"44 frazione:1'47"90             |
| Europei giovanili           | ---                       | 400 m st. libero          | 1500 m st. libero        | 4×200 m st. libero                        |
| 1994 Pardubice Rep. Ceca    | ---                       | Argento 3'56"46           | Oro 15'30"68             | Oro: 7'37"40 :                            |
| 1995 Ginevra Svizzera       | ---                       | ---                       | Bronzo 15'35"89          | Argento: 7'31"15 :                        |

### Campionati italiani
43 titoli individuali e 11 in staffette, così ripartiti:
- 12 nei 200 m stile libero
- 19 nei 400 m stile libero
- 5 negli 800 m stile libero
- 7 nei 1500 m stile libero
- 3 nella staffetta 4×100 m stile libero
- 8 nella staffetta 4×200 m stile libero

nd = non disputata
| Anno | Edizione    | st.libero 200 m | st.libero 400 m | st.libero 800 m | st.libero 1500 m | st.libero 5000 m | st.libero 4×50 m | st.libero 4×100 m | st.libero 4×200 m | mista 4×100 m |
| ---- | ----------- | --------------- | --------------- | --------------- | ---------------- | ---------------- | ---------------- | ----------------- | ----------------- | ------------- |
| 1994 | Estivi      | -               | 2               | nd              | -                | nd               | nd               | -                 | -                 | -             |
| 1995 | Primaverili | -               | -               | nd              | 1                | -                | nd               | -                 | -                 | -             |
| 1996 | Primaverili | 3               | 1               | nd              | 2                | 3                | nd               | -                 | -                 | -             |
| 1996 | Estivi      | 1               | 1               | nd              | 1                | nd               | nd               | -                 | -                 | -             |
| 1997 | Primaverili | 2               | 1               | nd              | 1                | -                | nd               | -                 | 1                 | -             |
| 1997 | Estivi      | 1               | 1               | nd              | -                | nd               | nd               | 1                 | 1                 | -             |
| 1998 | Invernali   | 1               | 1               | 1               | nd               | nd               | nd               | nd                | nd                | nd            |
| 1999 | Primaverili | 2               | 2               | nd              | 1                | -                | nd               | 3                 | 1                 | -             |
| 1999 | Estivi      | 1               | 2               | nd              | -                | nd               | nd               | -                 | 1                 | -             |
| 2000 | Primaverili | 1               | 1               | nd              | 1                | -                | nd               | 1                 | 1                 | -             |
| 2000 | Estivi      | 1               | 1               | nd              | 1                | nd               | nd               | 2                 | 1                 | 2             |
| 2001 | Primaverili | 2               | 2               | 3               | -                | -                | nd               | -                 | 2                 | -             |
| 2001 | Invernali   | 2               | 1               | nd              | -                | nd               | -                | nd                | nd                | nd            |
| 2002 | Primaverili | 1               | 1               | -               | 1                | -                | nd               | 1                 | 3                 | -             |
| 2002 | Estivi      | 1               | 1               | 1               | -                | nd               | -                | 2                 | 3                 | -             |
| 2002 | Invernali   | 1               | 1               | nd              | 2                | nd               | 3                | nd                | nd                | nd            |
| 2003 | Primaverili | 1               | 1               | -               | -                | -                | nd               | 3                 | 3                 | -             |
| 2003 | Estivi      | -               | -               | -               | -                | nd               | nd               | 3                 | 2                 | -             |
| 2003 | Invernali   | -               | 1               | nd              | -                | nd               | -                | nd                | nd                | nd            |
| 2004 | Primaverili | 2               | 1               | -               | -                | -                | nd               | -                 | 3                 | -             |
| 2004 | Estivi      | 2               | 1               | 1               | -                | nd               | nd               | 2                 | 2                 | -             |
| 2004 | Invernali   | -               | 1               | nd              | -                | nd               | -                | nd                | nd                | nd            |
| 2005 | Primaverili | 2               | 1               | 2               | -                | -                | nd               | -                 | 1                 | -             |
| 2005 | Estivi      | 1               | 1               | 1               | -                | nd               | nd               | -                 | 1                 | 3             |
| 2005 | Invernali   | -               | 3               | nd              | -                | nd               | -                | nd                | nd                | nd            |
| 2006 | Primaverili | 2               | 1               | 1               | -                | -                | nd               | -                 | -                 | -             |
| 2007 | Estivi      | 2               | 2               | -               | -                | nd               | nd               | -                 | -                 | -             |
| 2007 | Invernali   | 2               | 2               | -               | -                | nd               | nd               | nd                | nd                | nd            |
| 2008 | Primaverili | -               | -               | -               | -                | -                | nd               | -                 | 2                 | -             |
| 2008 | Estivi      | 1               | -               | -               | -                | nd               | nd               | -                 | 3                 | -             |
| 2008 | Invernali   | -               | 3               | nd              | -                | nd               | nd               | nd                | nd                | nd            |
| 2009 | Primaverili | 3               | 3               | -               | -                | -                | nd               | -                 | 3                 | -             |
| 2009 | Estivi      | 3               | -               | -               | -                | nd               | nd               | -                 | -                 | -             |
| 2009 | Invernali   | 3               | 2               | nd              | -                | nd               | nd               | nd                | nd                | nd            |
| 2010 | Primaverili | -               | -               | -               | -                | -                | nd               | -                 | 3                 | -             |
| 2010 | Estivi      | 3               | 3               | -               | -                | nd               | nd               | nd                | nd                | nd            |
| 2010 | Invernali   | -               | 3               | -               | -                | nd               | -                | nd                | nd                | nd            |

## Riconoscimenti
- European Swimmer of the Year: 1997

## Filmografia
Televisione
- Ultima gara, regia di Raoul Bova e Marco Renda - docu-film (2021)